# Садовський Йосип Антонович

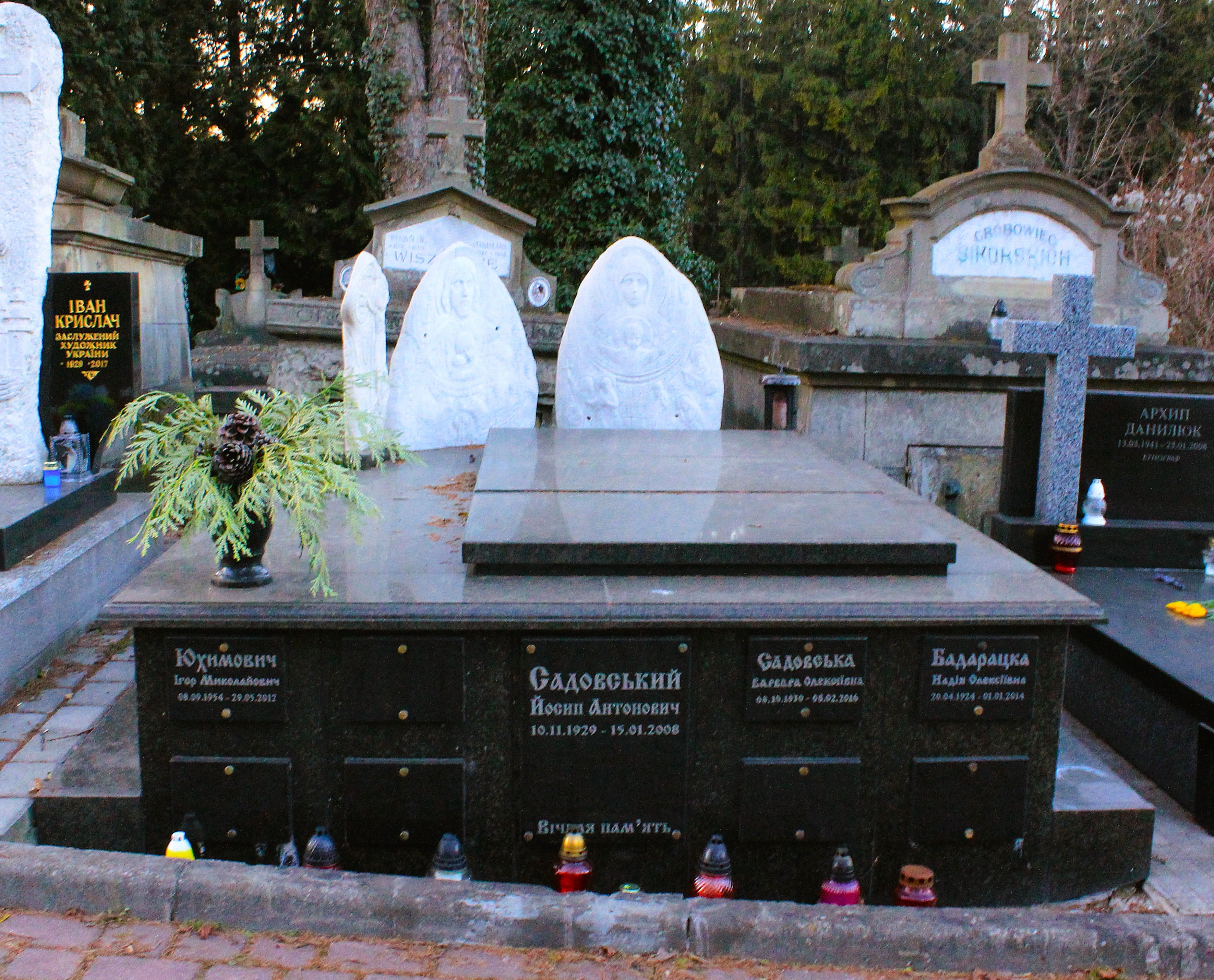
Гробниця родини Садовських.

Йо́сип Анто́нович Садо́вський (10 листопада 1929, с. Струцівка, Коростишівський район, нині Житомирський район, Житомирська область — 15 січня 2008, Львів) — український скульптор. Заслужений діяч мистецтв УРСР (1979).

## Біографія
У 1966 році закінчив Львівський інститут прикладного і декоративного мистецтва (нині Львівська академія мистецтв), де його вчителями були Валентин Борисенко та Іван Якунін.
Багаторічний голова Львівської організації Спілки художників у 1980-х роках. Професор Львівського інституту прикладного і декоративного мистецтва (нині Львівська академія мистецтв). Професор сакрального мистецтва у Львівській Духовній Семінарії УАПЦ та Львівській православній богословській академії УПЦ КП (нині ПЦУ). Ініціатор та співорганізатор заснування й будівництва у Львові Палацу мистецтв. Входив до складу журі конкурсу проєктів пам'ятника Володимирові Кубійовичу у Львові 2001 року. Останні десятиліття у своїй творчості глибоко перейнявся релігійною тематикою.
Помер у Львові, похований на 78 полі Личаківського цвинтаря.

## «Вітрильник Святого апостола Андрія Первозванного»

«Вітрильник Святого апостола Андрія Первозванного», Виставка Йосипа Садовського у Національному музеї у Львові, липень 2008

Головним твором свого життя сам скульптор вважав останню працю — «Вітрильник Святого апостола Андрія Первозванного». Цьому твору, що напевно є одночасним прикладом не одного жанру та стилю, автор присвятив останні 5 років життя, але йшов до нього — як сам стверджував — протягом всього свого творчого шляху.
| Наразі коротко про сам твір. Звичайно, він не складається в класичне визначення видів і жанрів образотворчого мистецтва. Узагальнено його можна назвати скульптурою, але обмовимось: з елементами монументального малярства (вітражі), мистецької каліграфії (написи), декоративно-ужиткового мистецтва (орнаментальні вставки), графіки. Ще проблемніше вкласти твір у якусь систему класичних стилів, бо тут виразно проступає їхній синтез чи, точніше, синкретизм: стилі не тільки єднаються в одне ціле, а й взаємодіють — доповнюють чи протистоять один одному. Можна провести аналогії з низкою модерністських напрямів - конструктивізмом, аванґардизмом, кінетичним мистецтвом, архітектурою, абстрактним експресіонізмом, і, може, хтось у «Вітрильнику…» спостереже певні ознаки сюрреалізму чи поп-арту. Але, на наш погляд, за всіх можливих паралелей, що могли б прикласти до цього твору мистецтвознавці, «Вітрильник…» — то вповні ані те, ні друге, ні третє. Це унікальний щодо стилістики твір, оригінал із оригіналів, особистий чи індивідуальний стиль автора. Якщо хтось захоче, назвімо цей стиль садовізмом |.

## Основні твори
- «Ранок» (1965).
- «Верховинці» (1969).
- Пам'ятник на могилі І. П. Вовка на Личаківському цвинтарі (1969)[5].
- «Мамай» (1968, мідь, гальванопластика, 120×120)[6].
- «Робітник» (1970, мідь, гальванопластика, 100×80×40)[6].
- Пам'ятник Паші Савельєвій у Луцьку (1972, співавтори Валентин Борисенко, Валентин Подольський, архітектор В. Семененко)[7].
- Портрет командира бойової групи Народної гвардії ім. І. Франка І. П. Вовка (1972, тонований гіпс, 72×50×52)[8].
- «Бригадир монтажників А. Кравець» (1975, кована мідь, 90×70×76)[9].
- Пам'ятники загиблим у селах Млиниська (1971)[10], Монастирець Стрийського району (1974, співавтор Зінаїда Расіна)[10], Тур'я Буського району (1975)[11].
- «Кавалер Ордена Трудової Слави штампувальниця Львівського автобусного заводу К. Марценків» (1975, шамот, 43×35×40)[9].
- Портрет колишнього начальника Городоцького районного відділу КДБ М. В. Лабузова (1977, бронза, 62×40×29)[8].
- Портрет художника Романа Сельського (1977, шамот, 48×25×32)[12][13].
- Барельєф «В. І. Ленін» (1977, бронза, 160×130×52)[8].
- Портрет Героя Соціалістичної Праці А. А. Акімова (1977, штучний граніт, 62×27×31)[8].
- «Шахтар» (1977, штучний граніт, 112×87×38)[12].
- 6-метрова статуя шахтаря «Шахтарська слава» при в'їзді до Шептицького (1978, кована мідь, архітектор Анатолій Консулов)[14].
- Портрет Народного артиста СРСР Б. Романицького (1978, бронза, 70×40×30)[15].
- Монументальний знак «Борцям за владу Рад» у Львові (1979).
- Пам'ятник Володимирові Леніну на площі Ринок у Самборі (1979, архітектор Анатолій Консулов)[16].
- «Навіки разом» (1979)[17].
- «Нескорені», композиція присвячена Народній гвардії імені І. Франка (1979, бронза, 158×110×60)[15].
- «Портрет першого секретаря жидачівського райкому КПУ П. Брича» (1980, тонований гіпс[18], також мідь, 90×60×32[19]).
- Пам'ятник Іванові Франку в Лішні (1981, архітектор І. Француз)[20].
- Портрет бригадира шахтарів М. С. Школяренка (1982, тонований гіпс, 77×45×37)[21].
- «Ікари» (1982, співавтор Ярослав Скакун, тонований гіпс, 154×100×85)[21].
- «Партизанка» (1985, тонований гіпс, 120×64×54)[22].
- Портрет матері (1985, тонований гіпс, 63×48×33)[22].
- Скульптурна композиція «Сад світової культури» в Івано-Франковому (1986, співавтор Еммануїл Мисько)[23].
- «І. Франко» (1986, тонований гіпс, 124×49×38)[24].
- «Франківська плеяда» або М. Коцюбинський, М. Лисенко, Леся Українка, І. Труш, В. Стефаник (1986, склоцемен, 80×172×68).[24]
- Проект пам'ятника Іванові Франку в Івано-Франківську (не пізніше 1987)[25].
- Проєкт пам'ятника Шевченку для Дрогобича від 1988 року (співавтори архітектор Василь Каменщик, скульптор Іван Самотос). Затверджений, але не був реалізований[26].
- «Покрова Пресвятої Богородиці» (1998).
- «Вітрильник Святого апостола Андрія Первозванного» (2008). Робота не завершена. Експонувалася в Національному музеї у липні 2008 року після смерті автора[1]. Композиція знищена кількома роками пізніше[27].
- Пам'ятник Іванові Франку в селі Нагуєвичі (у співавторстві).
- Меморіальна таблиця у Львові до 100-річчя з дня народження Фелікса Дзержинського[28].